# El foyer de la danza en la Ópera
El foyer de la danza en la Ópera  es un cuadro del pintor francés Edgar Degas. Está realizado al óleo sobre lienzo. Mide 32 cm de alto y 46 cm de ancho. Fue pintado en 1872. Actualmente, se encuentra en el Museo de Orsay, de París, Francia. 
Edgar Degas es conocido sobre todo por estos cuadros de bailarinas de ballet, vestidas de tul, con lazos y sus características zapatillas, tanto en ensayos como sobre el escenario.
En este caso se ve al maestro del ballet, en pie al lado derecho, apoyado en un bastón con el que marca el ritmo y corrige los movimientos. Hace un gesto con la mano a la bailarina que está ensayando, que aparece en el lado izquierdo del cuadro, con el que le pide más reserva y comedimiento
Al lado del maestro está un violinista, sentado ante el atril. Alrededor de estas figuras, hay otras bailarinas, unas en la barra de la pared del fondo, otras mirando la escena.